# Australoeuops castaneipennis
Australoeuops castaneipennis es una especie de coleóptero de la familia Attelabidae.

## Distribución geográfica
Habita en Australia.